# Geografia da Coreia do Norte

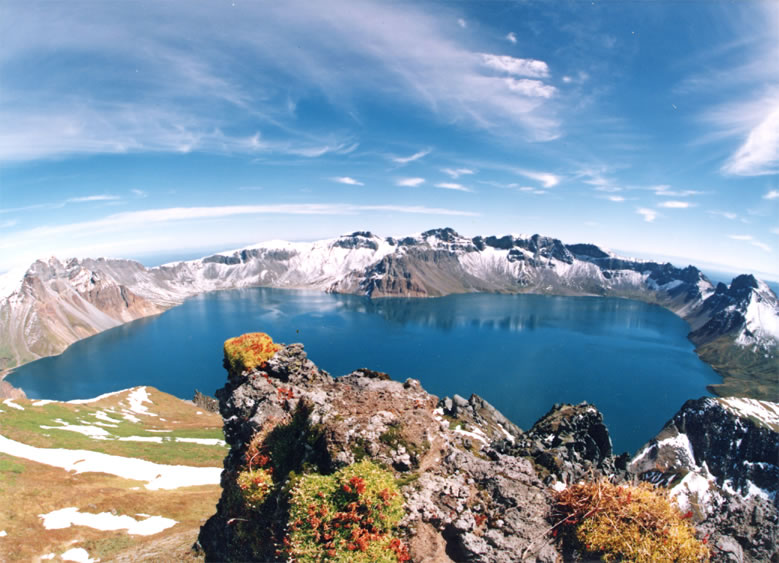
Fotografia da Montanha Baekdu, uma montanha vulcânica localizada na fronteira China-Coreia do Norte.

A geografia da Coreia do Norte é uma geografia não muito diversificada. O país ocupa a porção norte da península da Coreia, cobrindo uma área de 120 540 km². A maior parte da fronteira da Coreia do Norte é com a República Popular da China e uma pequena parte a norte com a Rússia, e a fronteira ao sul é feita com a Coreia do Sul, ao longo da Zona Desmilitarizada da Coreia. A oeste, há o Mar Amarelo e a Baía da Coreia, e ao leste, é banhada pelo Mar do Japão. O ponto mais alto da Coreia do norte é a montanha Paektu-san com 2.744 m (9.003 pés). O rio mais longo é o Rio Amnok, que flui por 790 km (491 milhas).
O clima da Coreia do Norte é relativamente temperado. A maioria do país é classificada como do tipo Dwa na classificação climática de Köppen-Geiger, com clima temperado frio com inverno seco e com verão quente. No verão há uma pequena temporada de chuvas chamada changma. Em 7 de agosto de 2007 ocorreram inundações, as maiores em 40 anos, que levaram ao governo norte-coreano a pedir ajuda internacional. ONGs, como a Cruz Vermelha, pediram às pessoas que levantassem fundos porque temiam uma catástrofe humanitária.
A capital e também maior cidade é Pyongyang; outras cidades maiores incluem Kaesong ao norte, Sinuiju ao noroeste, Wonsan e Hamhung ao leste e Chongjin ao nordeste.

## Topografia

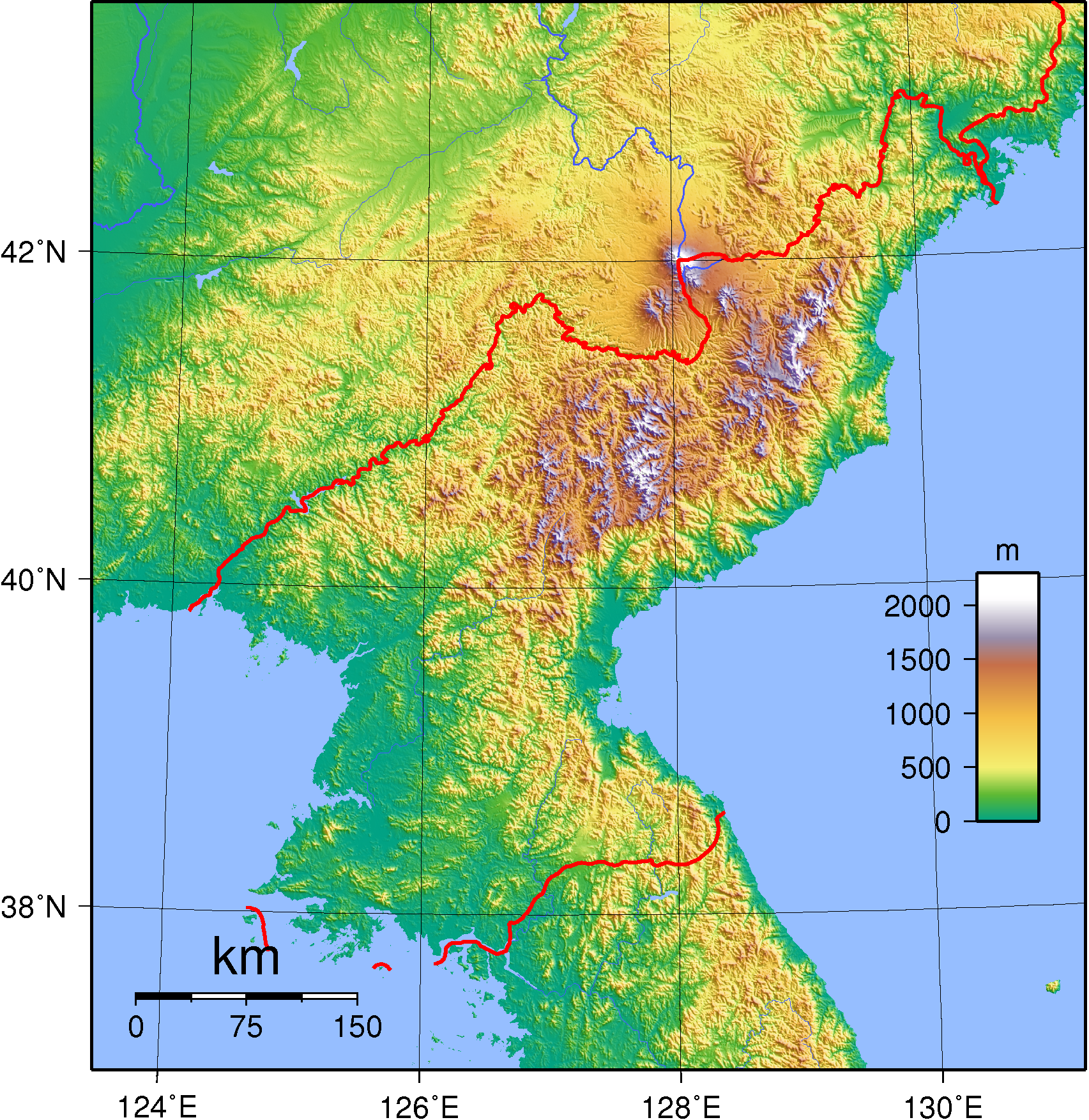
Topografia da Coreia do Norte.

Alguns europeus que visitaram recentemente a Coreia observaram que o país parecia "um mar em uma tempestade pesada" por causa das muitas serras sucessivas que cruzam a península. Cerca de 80% da Coreia do Norte é composta por montanhas e planaltos, separados por vales profundos e estreitos, com todas as montanhas da península com elevações superiores a 2000 m. As planícies costeiras são largas no oeste e descontínuas no leste. A grande maioria da população vive em planaltos ou planícies.
O ponto mais elevado da Coreia do Norte é a Montanha Baekdu, que é uma montanha vulcânica próxima à fronteira com a R.P. da China com um planalto de lava basáltica de elevações entre 1400 e 2000 m. A Serra Hamgyong, localizada no extremo nordeste da península, possui muitos picos altos, incluindo Gwanmosan com aproximadamente 1 756 m (5 761 pés). Outras serras maiores incluem as Montanhas Rangrim, localizadas na parte centro-norte da Coreia do Norte e percorrem em uma direção norte-sul, fazendo comunicação entre as partes leste e oeste do país; e a Serra Kangnam, que percorre seu curso ao longo da fronteira China-Coreia do Norte. Geumgangsan, frequentemente escrita Mt Kumgang, ou Montanha Diamantina, (aproximadamente 1 638 m) na Serra Taebaek Range, se estende pela Coreia do Sul, é famosa pela sua beleza cênica.
Na maior parte, as planícies são pequenas. As mais extensas são as planícies de Pyongyang e Chaeryong, cada uma cobrindo uma área de cerca de 500 km². Pelo motivo de as montanhas da costa oeste se desgastarem abruptamente em direção ao mar, as planícies são mais pequenas no leste do que na parte oeste. Ao contrário do vizinho Japão ou o norte da RPChina, a Coreia do Norte tem pouca experiência com graves.

## Clima
A Coreia do Norte possui um clima continental com quatro estações distintas. Longos invernos trazem uma temperatura baixa e condições meteorológicas claras intercaladas entre tempestades de neve como resultado dos invernos do norte e noroeste, soprados da Sibéria. A nevasca média é de 37 dias durante o inverno. É provável que o tempo seja particularmente rigoroso ao norte, onde há regiões montanhosas. O verão tende a ser curto, quente, úmido e chuvoso por causa das monções de inverso do sul e sudeste que trazem ar úmido do Oceano Pacífico. Tufões afetam a península em uma média de pelo menos uma vez a cada verão. Primavera e Outono são estações transicionais marcadas por temperaturas amenas e trazem um clima mais agradável. Os perigos naturais incluem secas ao final da primavera, muitas vezes seguidas por graves inundações.